# Arne Thulé
Berndt Arne Richard Thulé, född 18 januari 1895 i Tammerfors, död 1 januari 1986  Rydbo, var en finländsk sångare och arkitekt.
Thulé studerade vid Helsingfors tekniska högskola 1921 och gjorde 1930 tio skivinspelningar i Tyskland i sällskap med Columbia-salonkiorkesteri. Som arkitekt var Thulé verksam i Sverige och medlem i Svenska Arkitekters Riksförbund.
Hans farfar var den svenskfödde orgelbyggaren Anders Thulé.